# Challenger 2
FV4034 Challenger 2 je britanski glavni borbeni tenk (MBT) kojeg trenutno koriste vojske Velike Britanije i Omana. Dizajnirala ga je britanska tvrtka Vickers Defence Systems, a proizvodila tvrtka Alvis Vickers. Proizvođač ga reklamira kao "najpouzdaniji svjetski glavni borbeni tenk". U siječnju 2008. službeno je izneseno da su samo dva Challengera 2 oštećena u borbi, dok je jedan uništen u "friendly-fire" incidentu.
Challenger 2 je stvoren na temelju opsežnog redizajna Challengera 1, prethodnog glavnog borbenog tenka. Nasljednik koristi osnovni trup i auto dijelove svojeg prethodnika, dok su sve ostale komponente nove. Manje od 5% komponenti je izmjenjivo. Tenk je korišen u operacijama u BiH, na Kosovu i Iraku. Tijekom invazije na Irak 2003. godine, britanski Challenger 2 tenkovi nisu pretrpjeli gubitke.

## Povijest
Challenger 2 je treći britanski tenk koji koristi to ime. Prvi je bio A30 Challenger, tenk iz 2. svjetskog rata s Ordnance QF 17 topom. Drugi je Challenger 1 koji je poznat po operacijama tokom Zaljevskog rata, dok Challenger 2 predstavlja treći tenk s tim imenom.
Tvrtka Vickers Defence Systems (kasnije Alvis Vickers, danas BAE Systems) je 1986. započela s razvojem nasljednika Challengera 1, kao privatnim projektom tvrtke. Kasnije je Vickers britanskom ministarstvu obrane formalno prenio svoje planove za razvoj Challengera 2. Ministar obrane George Younger najavio je da će s Vickersom potpisati ugovor vrijedan 90 milijuna GBP kako bi tvrtka razvila demonstracijsko vozilo. Dogovor je sklopljen u siječnju 1989. godine. Razvoj demonstracijskog vozila je podijeljen u tri vremenska perioda: rujan 1989., ožujak 1990. i rujan 1990. U posljednjem periodu Vickers je razvio 11 ključnih kriterija za dizajn tenka.
U lipnju 1991. britansko ministarstvo obrane je Vickersu ponudilo 520 milijuna GBP za 127 glavnih borbenih tenkova i 13 tenkovskih vozila za obuku posade. U drugom natječaju iz 1994. godine ministarstvo nudi 800 milijuna GBP za 259 glavnih borbenih tenkova i 9 tenkovskih vozila za obuku vozača. 1993. godine Oman je zatražio 18 Challengera 2 te još 20 tenkova u studenom 1997. godine.
Proizvodnja je započela 1993. u dvije primarne tvornice u Elswicku i Barnbowu, iako je u projekt proizvodnje uključeno preko 250 kooperanata. Prvi tenkovi isporučeni su u srpnju 1994.
Tenk Challenger 2 uspješno je položio ispit pouzdanosti proveden 1994. Tri tenka su testirana na 285 simulacijskih dana na bojnom polju. Tenk se provjeravalo tako da je svaki dan tenk morao izvesti:
- 27 km vožnje na cesti,
- 33 km vožnje u off-roadu,
- ispaljivanje 34 granate iz tenkovske cijevi,
- ispaljivanje 1.000 metaka iz 7,62 mm strojnice,
- 16 satni dnevni rad SUP-a,
- 10 satni rad glavnog motora u praznom hodu,
- 3,5 satni aktivni rad motora.

Jednako važna bila je i demonstracija pouzdanosti tenka provedena 1999. godine. 12 tenkova sa sva četiri člana posade testirani su na testnoj stazi Bovington. Tenkovi su premašili sve očekivane zahtjeve.
Challenger 2 ušao je u britansku službu 1998. godine (Royal Scots Dragoon Guards raspoređen u Njemačkoj), dok je posljednji tenk isporučen 2002. godine. Očekuje se da će ovi tenkovi ostati u službi do 2035. Isporuka tenkova Omanu je završena 2001.
Pojedinačna cijena tenka Challenger 2 iznosi 4,217 milijuna GBP, odnosno oko 5,590 milijuna eura.
Vozila Titan i Trojan koja su razvijena na temelju Challengera 2 prikazana su javnosti u studenom 2006. Sa 66 takvih vozila opskrbljeni su Kraljevski inženjerci, a ukupna vrijednost je iznosila 250 milijuna GBP.

## Dizajn

### Naoružanje
Challenger 2 je opremljen sa 120 mm topom L30A1, nasljednikom topa L11 koji se primjenjivao na tenkovima Chieftain i Challenger 1. Top je u potpunosti stabiliziran, a kupolu i top pokreće elektromotor. Kupoli je potrebno 9 sekundi za okretanje od 360 stupnjeva.
Britanska vojska koristi HESH granate koje imaju domet do 8 km te su veoma učinkovite u gađanju građevina i lakih oklopnih vozila.
Challenger 2 ukupno koristi projektile L27A1 (poznati i kao CHARM 3), L31 HESH (kumulativno-razorna granata) i L34 (granata s bijelim fosforom), ovisno o situaciji.
Kao sekundarno naoružanje, tenk koristi mitraljeze L94A1 (smješten lijevo od cijevi topa) i L7 (prstenasto montiran na kupoli), obje s kalibrom od 7,62 mm. Mitraljezi imaju kapacitet od 4.200 metaka.
Challenger 2 je opremljen najsuvremenijim SUP-om koji mu omogućava pucanje iz pokreta uz veliku vjerojatnost pogađanja cilja prvom granatom. SUP sadrži sve najvažnije dijelove: termoviziju, laserski daljinomjer, balističko računalo i elektroničke panoramske naprave s termovizijom koja omogućuje otkrivanje mete noću i u teškim vremenskim uvjetima.

#### SUP i ciljnik
Digitalno upravljanje sustavom paljbe putem računala razvila je kanadska tvrtka General Dynamics. Sustav se sastoji od dva 32-bitna procesora s MIL STD1553B podatkovnom sabirnicom te ima kapacitet da upravlja još jednim sustavom, npr. informacijskim sustavom kontrole na bojnom polju.
Zapovjednik ima mogućnost panoramskog pogleda pomoću ugrađenog SAGEM VS 580-10 s laserskim daljinomjerom. Raspon elevacije iznosi od +35° do -35°. Zapovjednik tenka je opremljen i s osam periskopa s pogledom od 360°.
Termovizija i optika za topništvo imaju mogućnost rada po noći, a slika se prikazuje na monitoru. Laserski daljinomjer ima domet od 200 m do 10 km. Vozač je opremljen pasivnim periskopom za noćnu vožnju.

### Obrana
Challenger 2 jedan je od najboljih oklopom zaštićenih tenkova na svijetu. Kupola i trup su zaštićeni s drugom generacijom Chobham oklopa (poznat kao Dorchester ili sendvič oklop) dok su detalji oklopa tajni. Poznato je svega da je Chobham oklop jak kao dva čelična oklopa. Kao dodatnu zaštitu, tenk koristi ERA (eksplozivno-reaktivni) oklop. U kupoli se nalazi sustav nuklearno-kemijsko-biološke (NKB) zaštite, dok se na obje strane kupole nalazi po pet L8 izbacivača dimnih zavjesa. Također, tenk može stvoriti dim ubrizgavanjem dizelskog goriva u ispušni sustav.

### Pogon
- motor: Dieselov motor Perkins CV-12 zapremine 26 litara i snage 1200 KS (890 kW).
- mjenjač: David Brown TN54 (šest brzina za naprijed i dvije za straga).
- ovjes: druga generacija hidropneumatskog ovjesa.
- max. brzina: 60 km/h (cestovna brzina); 40 km/h (cross-country brzina)
- domet: 450 km (cesta); 250 km (cross-country)

### Posada i smještaj
Britanska vojska je prilikom dizajniranja tenka zadržala vlastiti zahtjev za četiri člana posade (zapovjednik, topnik, punjač i vozač) nakon analize rizika od ugradnje automatskog punjača. Analiza je pokazala da je u slučaju mehaničkog kvara potrebno mnogo vremena za njegov popravak. Kao i svaki britanski tenk (počevši od Centuriona), i Challenger 2 ima ugrađen kotlić za kuhanje vruće vode koja se koristi za pripremu čaja, drugih toplih napitaka ili toplih jela u vrečici. To je jedna od jedinstvenih značajki britanskih vozila.

## Operativna uporaba
Challenger 2 korišten je u mirovnim misijama u BiH i na Kosovu prije nego što je 2003. tijekom invazije na Irak prvi puta korišten i u borbenim svrhama. Britanska 7. oklopna bridaga, dio 1. oklopne divizije je sa 120 Challengera 2 sudjelovala u operacijama oko iračkog grada Basre. Tenkovi su pružali vatrenu podršku britanskim snagama te su se pokazali odličnima. Mnogo prije početka invazije na Irak, na vježbama su uočeni problemi začepljenja filtera zraka s pijeskom, no ti problemi su riješeni te nisu predstavljali problem u iračkoj pustinji.
U jednom slučaju tenk je napadnut s mitraljezima i bacačima granata. Vozačeva optika je oštećena dok su ostale optike oštećene prilikom zapovjednikove naredbe za kretanje unatrag, kada je tenk upao u jarak. Challenger je direktno pogođen s osam sovjetskih RPG-7 i jednim francuskim protu-tenkovskim projektilom MILAN. Posada je preživjela napad, tenk je dan na popravak, dok su najteža oštećenja bila na optici. Nakon svega šest sati popravka, tenk je ponovo stavljen u uporabu. Drugi Challenger 2 uspio je "preživjeti" napad 70 sovjetskih RPG-7 projektila u incidentu pokraj Basre.
Britanska vojska je u Iraku pretrpjela još dva oštećenja Challengera te jedno uništenje tog tenka:
- friendly fire incident  - 25. ožujka 2003. je jedan Challenger 2 u Basri pogrešno pogodio drugog Challengera 2 zbog pogrešne procjene da se radi o neprijateljskom tenku prilikom bočnog manevra. Tenk je s HESH projektilom stvorio vruće fragmente koji su drugom Challengeru uzrokovali eksploziju streljiva, uništivši pritom tenk i ubivši dva člana posade. To je jedini Challenger 2 koji je totalno uništen u operacijama.[10]
- kolovoz 2006. - vozač Challengera 2 je izgubio tri prsta kada je tenk napadnut s projektilom RPG-29 koji je probio ERA oklop, tijekom sudjelovanja u operaciji u iračkom al-Amarahu.[11]
- 6. travnja 2007. - u Basri je oštećen tenk pomoću improvizirane eksplozivne naprave. Vozač je izgubio nogu dok je još jedan vojnik lakše ozlijeđen.[12]

Kako bi se spriječila mogućnost ponavljanja ovakvih incidenata, Challenger 2 je nadograđen s novim pasivnim oklopnim paketom koji uključuje niz izmjena.

## Nadogradnje i inačice

### Challenger LIP
Challenger LIP (eng. Challenger Lethality Improvement Programme) je program poboljšanja kojime se postojeći top L30A1 na Challenger tenkovima zamjenjuje sa 120 mm glatkocijevnim topom Rheinmetall L55 kojeg trenutno koristi njemački tenk Leopard 2A6. Uporaba ove cijevi omogućava tenku da koristi streljivo NATO standarda razvijeno u Njemačkoj i SAD-u. To streljivo omogućuje više smrtonosne kinetičke energije prilikom penetracije u oklop. S druge strane to streljivo nije toliko politički kontroverzno i ekološki neprihvatljivo kao streljivo s osiromašenimn uranijom.
Proizvodne linije takvog 120 mm streljiva u Velikoj Britaniji bit će zatvorene za nekoliko godina, tako da se danas koristi streljivo namijenjeno starijoj cijevi L30A1.
Jedan Challenger 2 tenk bio je opremljen s L55 topom te je podvrgnut testiranju u siječnju 2006. Testiranja su potvrdila da je njemačko streljivo DM53 učinkovitije od CHARM 3 streljiva s osiromašenim uranijom.
Na temelju LIP programa promijenjeno je skladištenje streljiva i rukovanje njime. Od ostalih poboljšanja, to je i regenerirani sustav NKB zaštite.

### Challenger 2E
Challenger 2E je izvozna inačica tenka. Dodan mu je novi sustav za upravljanje paljbom (SUP) koji uključuje dnevnu SAGEM MVS 580 termalnu optiku za zapovjednika i sličnu SAGEM SAVAN 15 optiku za topnika, oboje s ugrađenim laserskim daljinomjerom. Postoji servo upravljanje postojećim arsenalom tenka koje se može namjestiti na zapovjednikovu optiku, čineći ga tako neovisnim od kupole.
Ugrađen je i snažniji poprečno postavljeni Dieselov motor MTU MT 883 snage 1.100 kW (1.500 KS). Motor je izrađen u kombinaciji s automatskim mjenjačem Renk HSWL 295TM.
Tenk ima ugrađen filtrirajući usisni klima sustav koji se pokazao značajnim prilikom korištenja u pustinji. Slobodan prostor u trupu može se koristiti za postavljanje streljiva ili goriva, čime se domet tenka povećava do 550 km.
BAE Systems je 2005. najavio da će se zaustaviti daljnji razvoj i izvoz Challengera 2E. Razlog tome bio je britanski neuspjeh da se taj tenk 2002. godine proda grčkoj vojsci. Na javnom natječaju je pobijedio njemački tenk Leopard 2.

### CRARRV
CRARRV (eng. Challenger Armoured Repair and Recovery Vehicle) je oklopno vozilo dizajnirano je za popravak oštećenih tenkova na terenu. Koristi Challengerov trup te ima pet mjesta, iako obično prevozi tročlanu posadu sastavljenu od Kraljevskih elektro-mehaničkih inženjeraca. Preostala dva mjesta u vozilu namijenjena su privremenim putnicima (npr. onima iz oštećenog tenka).
Veličina i karakteristike inženjerskog vozila su identične glavnom borbenom tenku, ali je umjesto naoružanja opremljen sa sljedećom opremom:
- glavno vitlo s potiskom od 54 tone (može potegnuti do 100 tona koristeći uključeni kolutur i sidrenu točku na vozilu) i malo vitlo koje pomaže uvođenju glavnog kabla.
- Atlas dizalica sposobna za podizanje tereta težine 6,5 tona na udaljenost od 4,9 metara (dovoljno za podizanje motora Challengera 2).
- s ciljem poboljšanja fleksibilnosti Challenger inženjersko vozilo je sposobno prenijeti jedan motor potreban Challenger 2 tenku ili Titan i Trojan vozilima. Umjesto motora vozilo može prenijeti dva Warrior pogonska agregata.
- bagerska ralica.
- veliki komplet teškog alata primjenjivog za popravak tenkova, uključujući alat koji koristi komprimirani zrak te aparaturu za zavarivanje.

### Titan
Titan je mješavina oklopnog vozila i pontonskog mosta koji se temelji na podvozju Challengera 2 te će zamijeniti slično starije vozilo Chieftain Armoured Vehicle Launched Bridge (ChAVLB). Titan je uveden u službu 2006. s 33 vozila koja su dodijeljena Kraljevskim inženjercima. Titan može prevoziti 26 metara dugi most ili dva mosta dužine 12 metara.

### Trojan
Trojan je borbeno inženjersko vozilo koje je dizajnirano da zamijeni postojeće vozilo Chieftain AVRE (ChAVRE). Koristi šasiju Challengera 2 te bagersku ralicu. Vozilo je kao i Titan dizajnirano za obavljanje uslužnih poslova.

## Korisnici
- Ujedinjeno Kraljevstvo: Britanska vojska koristi 408 Challenger 2 tenkova.
- Oman: Kraljevska vojska Omana koristi 38 Challenger 2 tenkova.

## Vanjske poveznice
- Britanska vojska s Challengerom 2  Arhivirana inačica izvorne stranice od 1. siječnja 2009. (Wayback Machine)
- The ARMOR Site!
- Armour.ws
- Army-Technology